# Балка Кологлія
Балка Кологлія — балка (річка) в Україні у Березівському районі Одеської області. Ліва притока річки Тилігулу (басейн Чорного моря).

## Опис
Довжина балки приблизно 10 км, похил річки 5,4 м/км, площа басейну водозбору 74,1 км², найкоротша відстань між витоком і гирлом — 7,40  км, коефіцієнт звивистості річки — 1,35. Формується декількома струмками та загатами. На деяких ділянках балка пересихає.

## Розташування
Бере початок на південно-західній стороні від села Травневе. Тече переважно на південний захід понад селом Ланове, через місто Березівку і впадає в річку Тилігул.

## Цікаві факти
- На лівому березі балки пролягає залізниця[5].
- У місті Березівка балку перетинає автошлях Т 1623[5] (автомобільний шлях територіального значення в Одеській області. Проходить територією Ананьївського, Любашівського, Миколаївського та Березівського районів через Ананьїв — Березівку — Вікторівку. Загальна довжина — 101,4 км.).